# Lago Ha! Ha!
Il lago Ha! Ha!, o lago di Ha! Ha! (ufficializzato il 5 dicembre 1968 come lac Ha! Ha!), è un lago della regione amministrativa di Saguenay-Lac-Saint-Jean, nella provincia canadese del Quebec, situato nella vallata del fiume Saguenay, in prossimità della municipalità di Ferland-et-Boilleau e collegato al piccolo lago Ha! Ha!. 

## Etimologia
L'etimologia del nome è incerta, anche se esistono numerose possibili vie di interpretazione. Nonostante l'origine onomatopeica possa sembrare quella più ovvia ed accreditata, pare che il nome non derivi dal suono di una risata, ma più probabilmente dal termine francese haha, indicante un ostacolo inatteso lungo un percorso. Oltre a ciò il termine (sempre in lingua francese, poi adottato anche in altri contesti linguistici) identifica anche un particolare tipo di fossato, detto propriamente ha-ha. Degno di nota è inoltre il fatto che nel Dictionnaire de la langue huronne, pubblicato dal recolletto Gabriel Sagard nel 1632 a Parigi, in seguito a un soggiorno in terra urona nel 1623-1624, è riportato il sostantivo háhattey, col significato di percorso, sentiero o indirizzo.

## Geografia

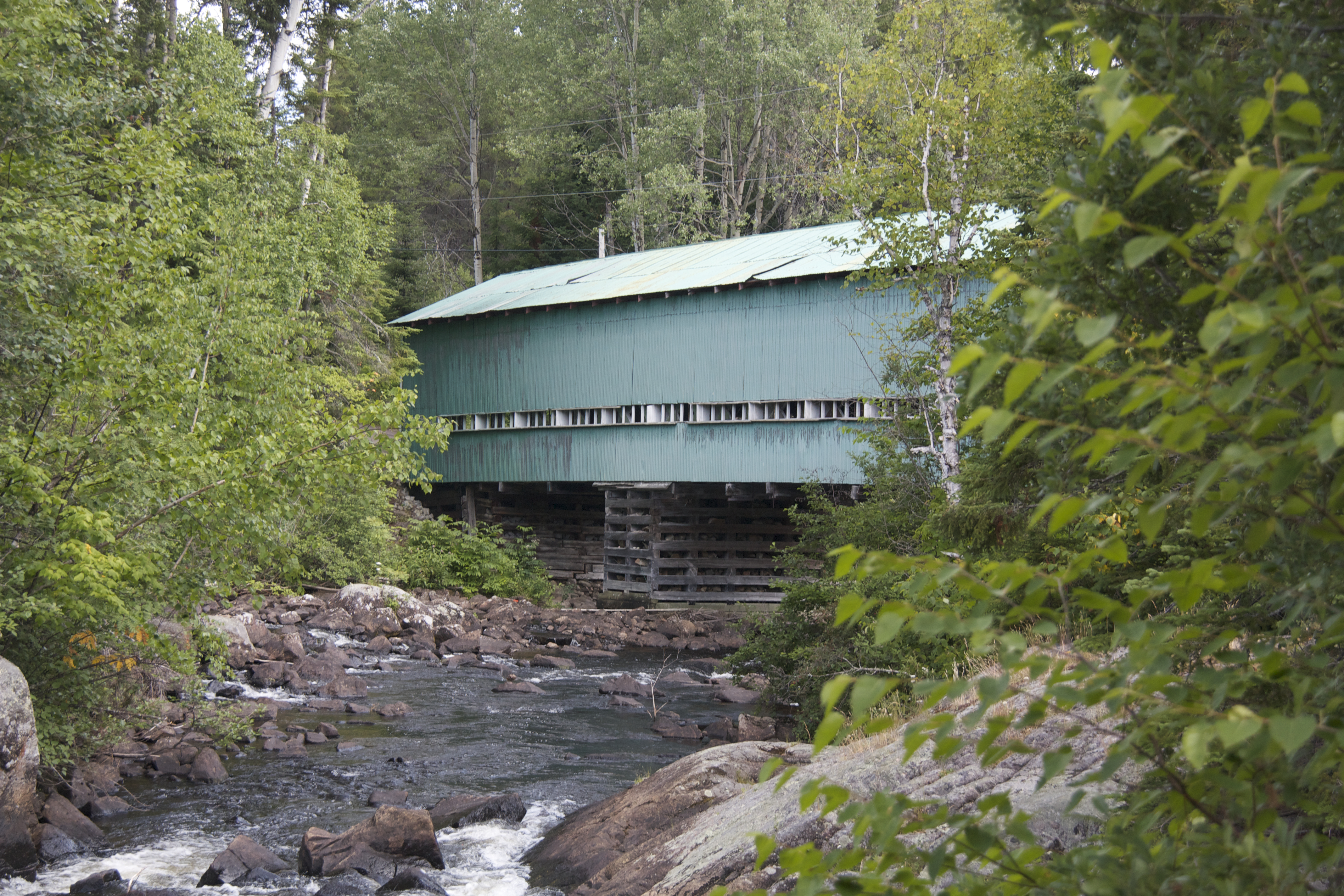
Pont du lac Ha! Ha!, ufficializzato in data 13 dicembre 1988.

Le acque del lago Ha! Ha! sono in continuità con quelle del piccolo lago Ha! Ha!, specchio d'acqua collegato al maggiore tramite uno stretto canale, sormontato dalla provinciale 381 che mette in comunicazione le rive opposte del lago. Sull'acqua sorgono diversi isolotti, tra cui L'Île de l'Omble Chevalier (ufficializzato in data 26 settembre 1997). Il lago Ha! Ha! presenta un solo grande emissario, il fiume Ha! Ha!, che scorre fino al borough di La Baie per sfociare nella baia di Ha! Ha! del fiume Saguenay. A nord del lago, nel punto in cui ha origine l'emissario, è situato il pont du lac Ha! Ha!, ponte coperto edificato nel 1934, tutt'oggi percorribile, che permetteva di attraversare il fiume Ha! Ha! prima della costruzione della provinciale 381.